# Josep Riera i Micaló
Josep Riera i Micaló (Banyoles, 25 d'agost del 1950 – mort a L'Estartit, el 8 de setembre del 2008) va ser un arquitecte català que presidí la demarcació de Girona del Col·legi d'Arquitectes de Catalunya.
Va obtenir el títol d'arquitecte a l'ETSAB l'any 1977. Amb tres socis més va formar el despatx d'arquitectes Crous/Grabuleda/Riera (Jordi Crous, Jaume Grabuleda, Joan Grabuleda). Va formar part del col·lectiu artístic banyolí Tint-2, així com de la Plataforma Progressista de Banyoles, que fundà el 1985 i de la qual fou primer coordinador; ambdues institucions contribuïren a renovar la vida intel·lectual de Banyoles a les acaballes del franquisme i en la represa democràtica.
Entre els anys 1978 i 1980 va formar part de la junta directiva del Demarcació de Girona del Col·legi d'Arquitectes de Catalunya i va ser-ne cap de l'àrea de cultura del 1982 al 1987. El 2004 va substituir en Carles Bosch i Genover en la direcció de la Demarcació i va ser reelegit el 2006. Riera també va ser president a Girona de la Germandat Nacional d'Arquitectes entre els anys 1983 i 1989.

## Obra
Edificis
- Reforma dels Laboratoris de Sanitat (1981), a Girona
- Rehabilitació del Museu Arqueològic de Banyoles (1981)
- Escola Quatre Vents (1985), de Blanes
- Adequació de l'entorn de l'estany de Banyoles, conjuntament amb Jeroni Moner i Codina i Joaquim Figa (obra seleccionada per als premis FAD del 1992)
- Platea Local & Bar de Girona (finalista dels premis FAD 1992)
- Edifici del GEiEG al barri de Sant Narcís (1993)
- Rehabilitació de l'església de Vilanova de la Muga
- Piscina municipal de Palafrugell (2001)
- Llar d'infants de Salt (2006)
- Edifici Coliseum de Girona
- Edifici residencial a la Vila Olímpica de Banyoles

Publicacions
- Moner, Jeroni; Pla, Arcadi; Riera, Josep «La masía. Historia y tipología de la casa rural catalana'» (pdf). Construcción de la ciudad, 1976.
- Jeroni Moner, Josep Riera, Carles Abellà, Tomàs Garrofé Banyoles, a l'ombra dels JJ.OO. 92 Girona: Edicions Periòdiques de les Comarques, 1987
- Ramon Castells Llavaneras, Bernat Catllar Gosà, Josep Riera Girona ciutat: catàleg de plànols de la ciutat de Girona des del segle xvii al XX Girona: Col·legi d'Arquitectes de Catalunya, 1992-1994
- Josep Riera, coordinador Girona en el canvi de mil·lenni Girona: El Punt, 2000-2006

### Alguns articles de premsa
- «Les inquietuds dels joves arquitectes». El Punt, 10-08-2004.
- Rafael Masó, cent anys d'arquitecte, a arquitectària, 07-2006
- Miquel Ferrer, un professional compromès, a El Punt, 13-09-2006
- Construir joies, a El Punt, 7-12-2006
- Habitatges. Cada cop més, més petits i més cars, a Diari de Girona, 24-01-2007 [Enllaç no actiu]
- Carles Fontserè en el record. Al fil de l'arquitectura, a Diari de Girona, 18-02-2007 [Enllaç no actiu]
- En el Dia Mundial de l'Arquitectura, a El Punt, 1-10-2007
- La coherència de les formes, a El Punt, 15-02-2008
- Treball cooperatiu, a Diari de Girona, 10-04-2008 [Enllaç no actiu]